# Gare de Nishiya
La gare de Nishiya (西谷駅, Nishiya-eki) est une gare ferroviaire de la ville de Yokohama, dans la préfecture de Kanagawa au Japon. La gare est gérée par la compagnie Sōtetsu.

## Situation ferroviaire
La gare de Nishiya est située au point kilométrique (PK) 6,9 de la ligne principale Sōtetsu. Elle marque le début de la ligne Shin-Yokohama.

## Histoire
La gare a été inaugurée le 1er décembre 1926.

## Services aux voyageurs

### Accès et accueil
La gare dispose d'un bâtiment voyageurs, avec guichets, ouvert tous les jours.

### Desserte
- Ligne principale Sōtetsu :
  - voies 1 et 2 : direction Futamatagawa (interconnexion avec la ligne Izumino pour Shōnandai), Yamato et Ebina
  - voie 3 : direction Yokohama
- Ligne Shin-Yokohama :
  - voie 4 : direction Hazawa Yokohama-kokudai (interconnexion avec la ligne Saikyō pour Shinjuku) et Shin-Yokohama (interconnexion avec la ligne Tōkyū Shin-Yokohama pour Hiyoshi)